# Carl Ribbe

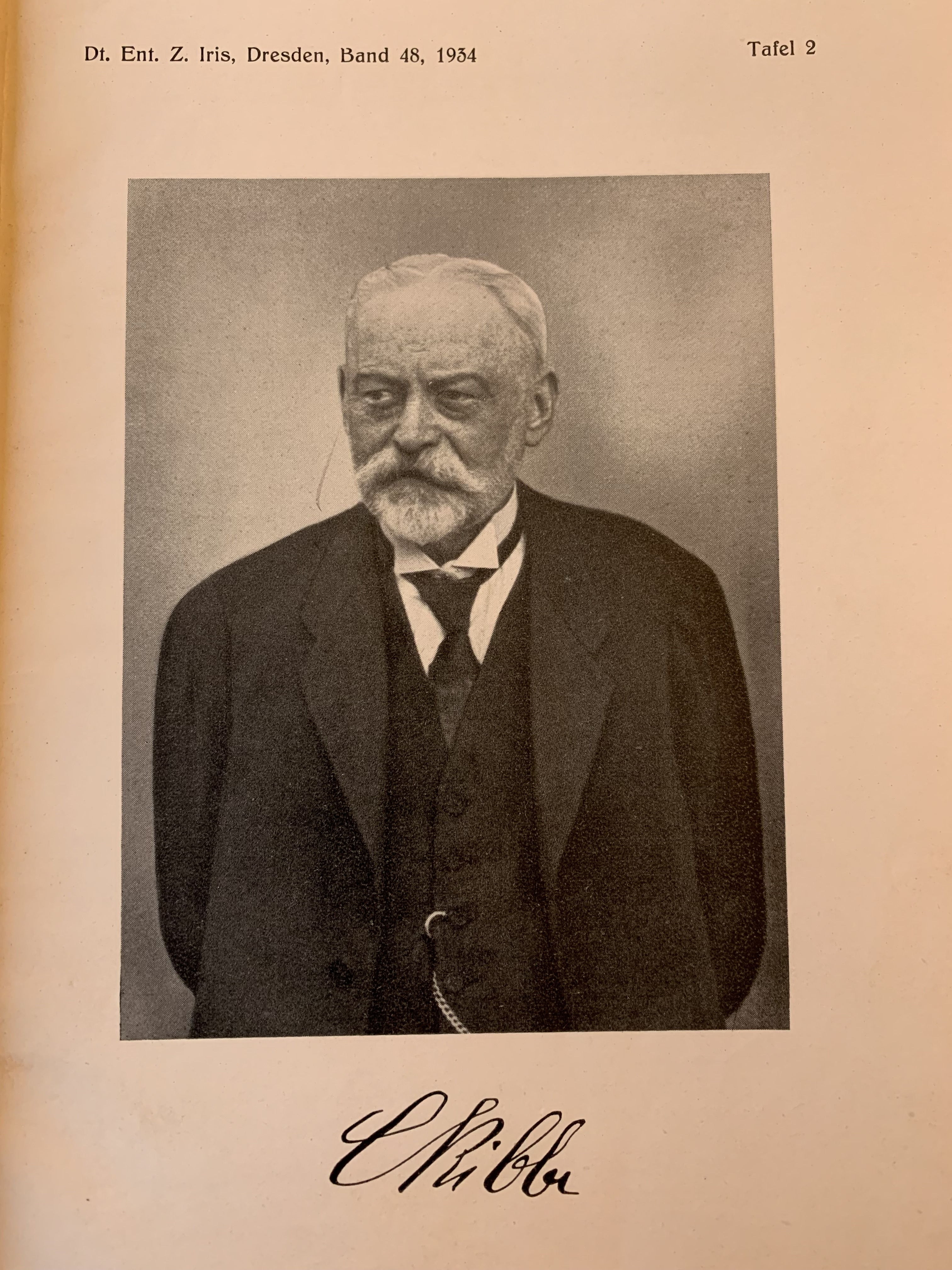
Carl Heinrich Michael Ribbe

Carl Heinrich Michael Ribbe (* 12. November 1860 in Berlin; † 27. August 1934 in Radebeul) war ein deutscher Naturalienhändler, Forschungsreisender und Entomologe.

## Leben
Carl Ribbe kam 1872/73 mit dem Eintritt seines Vaters Heinrich Ribbe in die Firma Otto Staudinger mit der Familie nach Blasewitz, besuchte die Realschule bis zum Erhalt der Berechtigung zum Dienst als Einjährig-Freiwilliger und begleitete bereits 1880 seinen Vater, der 1876 eine eigene Insektenhandlung gegründet hatte, auf einer Sammelreise nach Andalusien. Im Jahr 1882 trat er im Auftrag seines Vaters gemeinsam mit dessen Präparator Heinrich Kühn eine Reise nach Niederländisch-Indien an, sammelte mit diesem auf Celebes und den Aru-Inseln, nach der Trennung von Kühn noch auf den Kei-Inseln, Ceram, Amboina und den Banda-Inseln und kehrte im Herbst 1885 nach Deutschland zurück. Im Jahr 1885 erfolgten durch den Entomologen Johannes Röber die ersten Bearbeitungen des Sammlungsmaterials. In Blasewitz beteiligte Carl Ribbe sich an der Geschäftsführung des Vaters und leistete dabei von 1887 bis 1888 zwischenzeitlich seinen Militärdienst ab. Im Zeitraum 1893 bis 1896 bereiste er Neuguinea, den Bismarck-Archipel und die Salomon-Inseln und verbrachte dabei fast zwei Jahre auf der Handelsstation in Faisi, von der aus er Fahrten nach verschiedenen Inseln des Archipels unternahm. Nach dem Tod seines Vaters im Jahr 1899 führte er zunächst von Oberlößnitz aus dessen Geschäft als Insektenhändler fort und unternahm 1905 nochmals eine letzte Sammelreise nach Andalusien.
Er beschrieb zahlreiche neue Schmetterlingsarten und ist unter anderem Erstbeschreiber vom  Hufeisenklee-Gelbling Colias alfacariensis (Ribbe, 1905), einem Schmetterling (Wanderfalter) aus der Familie der Weißlinge (Pieridae). Aus der Familie der Ritterfalter (Papilionidae) beschrieb er den lila gefleckten Schwalbenschwanz Graphium weiskei (Ribbe, 1900), den er zu Ehren des Forschungsreisenden Emil Weiske benannte.
Er wurde 1884 Mitglied und später auch Ehrenmitglied des Entomologischen Vereins Iris zu Dresden, dessen Deutsche Entomologische Zeitschrift Iris er 10 Jahre lang redigierte, sowie 1894 korrespondierendes Mitglied des Vereins für Erdkunde zu Dresden.
Das Museum für Völkerkunde Dresden erwarb im November 1883 die ersten von Carl Ribbe und Heinrich Kühn auf den Aru-Inseln gesammelten Kulturgüter. Seine Privat-Sammlung von Bläulingen kam über den Kaufmann und Kunstsammler Leo Lewin im Jahr 1913 an das Museum für Tierkunde Dresden.

## Werke (Auswahl)
- mit Heinrich Kalbfus: Zwei Jahre unter den Kannibalen der Salomo-Inseln. Reiseerlebnisse und Schilderungen von Land und Leuten. Elbgau-Buchdruckerei, Hermann Beyer, Dresden-Blasewitz 1903 (archive.org).
- mit Oskar Schneider: Muschelgeld-Studien von Prof. Dr. O. Schneider. Nach dem hinterlassenen Manuskript bearbeitet von Carl Ribbe. Herausgegeben vom Verein für Erdkunde zu Dresden. Ernst Engelmann’s Nachfg., Dresden 1905.
- Ein Sammelaufenthalt in Neu-Lauenburg (Duke of York im Bismarckarchipel). Buchdruckerei der Wilhelm und Bertha v. Baensch Stiftung, Dresden 1910–1912.
- Unter dem südlichen Kreuz. Reisebilder aus Melanesien. Deutsche Buchwerkstätten, Dresden 1924.
- Anleitung zum Sammeln in tropischen Ländern. A. Kernen, Stuttgart 1931.